# Chigyu
Chiizu gyudon (チーズ牛丼, Chīzu gyūdon, lit.  "tigela de carne bovina com queijo") ou simplesmente Chigyu (チー牛, Chī gyū) é uma gíria japonesa usada para se referir a otakus e apessoas socialmente deslocadas. O termo é usado de forma propositalmente provocativa.

## Características
Define-se um chigyu como um "otaku meio nojento" ou como alguém, "assustador" que pouco interaje com outros indivíduos e tem pouca "presença". A gíria é costumeiramente usada para se referir a homens com as características supracitadas, porém ela também é usada com menor frequência para descrever mulheres com características similares.
Um chigyu tem como características o uso de óculos de grau, um penteado "infantil", uma feição pouco confiante,  aparência e personalidade infantis, e pouca disposição na "vida real", apesar de parecerem vigorosos na internet. Ademais, o termo também é usado para descrever pessoas cuja aparência lembra aquela de indivíduos com problemas de desenvolvimento como autismo e TDAH ou pessoas que "respiram com a boca".
O jornal The Paper analisou como a "infantilidade" de um chigyu "vai de desencontro com os padrões de 'masculinidade' do homem adulto na sociedade" e como a imagem do chigyu mostra uma pessoa sombria em uma classe social mais baixa, que carece de socialização. Descreveu chigyu como um termo discriminatório em relação ao gênero, composição corporal e classe social .

## References
1. ↑  «あの「チー牛」について、すき家に聞いてみた ネットでなぜか流行語化». J-CASTニュース (em japonês). 18 de junho de 2020. Consultado em 14 de setembro de 2020
2. ↑  «チー牛（ちーぎゅう）». エキサイトニュース. 18 de julho de 2020. Consultado em 28 de outubro de 2020
3. 1 2 3  «「チー牛（チーズ牛丼顔）」と就労移行支援のいびつな関係 - 成年者向けコラム». 障害者ドットコム (em japonês). 株式会社エースタイル. Consultado em 24 de novembro de 2020
4. ↑  «「周庭の隣にいるチー牛」と煽られた民主活動家・黄之鋒さん、公式チーズ牛丼が発売される». ハフポスト (em japonês). 2 de setembro de 2020. Consultado em 7 de setembro de 2020
5. ↑  セガ取締役「チーズ牛丼食ってそう」　ぷよぷよゲーマーの外見揶揄かと物議→謝罪. J-CASTニュース (em japonês). 30 de julho de 2020. Consultado em 30 de julho de 2020. Cópia arquivada em 12 de abril de 2021
6. ↑  セガ取締役「チーズ牛丼食ってそう」発言に見る、ゲーム業界に根強く残る「自虐性」. 現代ビジネス. Kodansha. 20 de agosto de 2020. Consultado em 14 de setembro de 2020. Cópia arquivada em 12 de abril de 2021
7. ↑  チー牛（ちーぎゅう）. エキサイトニュース. エキサイト. Consultado em 25 de novembro de 2020. Cópia arquivada em 12 de abril de 2021
8. 1 2  チー牛の意味とは？チー牛顔の特徴！元ネタは？陰キャ・イケメン？. スピコミ. 株式会社UOCC. 8 de agosto de 2020. Consultado em 25 de novembro de 2020. Cópia arquivada em 12 de abril de 2021
9. ↑  日本から「チー牛」認定された香港民主化リーダー、器のデカさを見せつける. まぐまぐニュース. まぐまぐ. 14 de agosto de 2020. Consultado em 14 de setembro de 2020. Cópia arquivada em 8 de março de 2021
10. ↑  一般社会では使用厳禁!? ネットスラング「チー牛」流布の意外な弊害とは？. Asagei Biz-アサ芸ビズ (em japonês). Consultado em 24 de novembro de 2020. Cópia arquivada em 12 de abril de 2021
11. ↑  «牛丼的诞生与发展：日本"国民快餐"背后的社会文化变迁». The Paper (em chinês). 29 de junho de 2021